# Goldboden
Goldboden wird die Hochfläche des Schurwalds oberhalb von Winterbach genannt, auf der auch der Winterbacher Ortsteil Manolzweiler liegt. Der Name Goldboden kommt von der goldgelben Färbung des Liasbodens auf der Hochfläche. Der Goldboden liegt im Landschaftsschutzgebiet Manolzweiler.

## Goldbodendenkmal

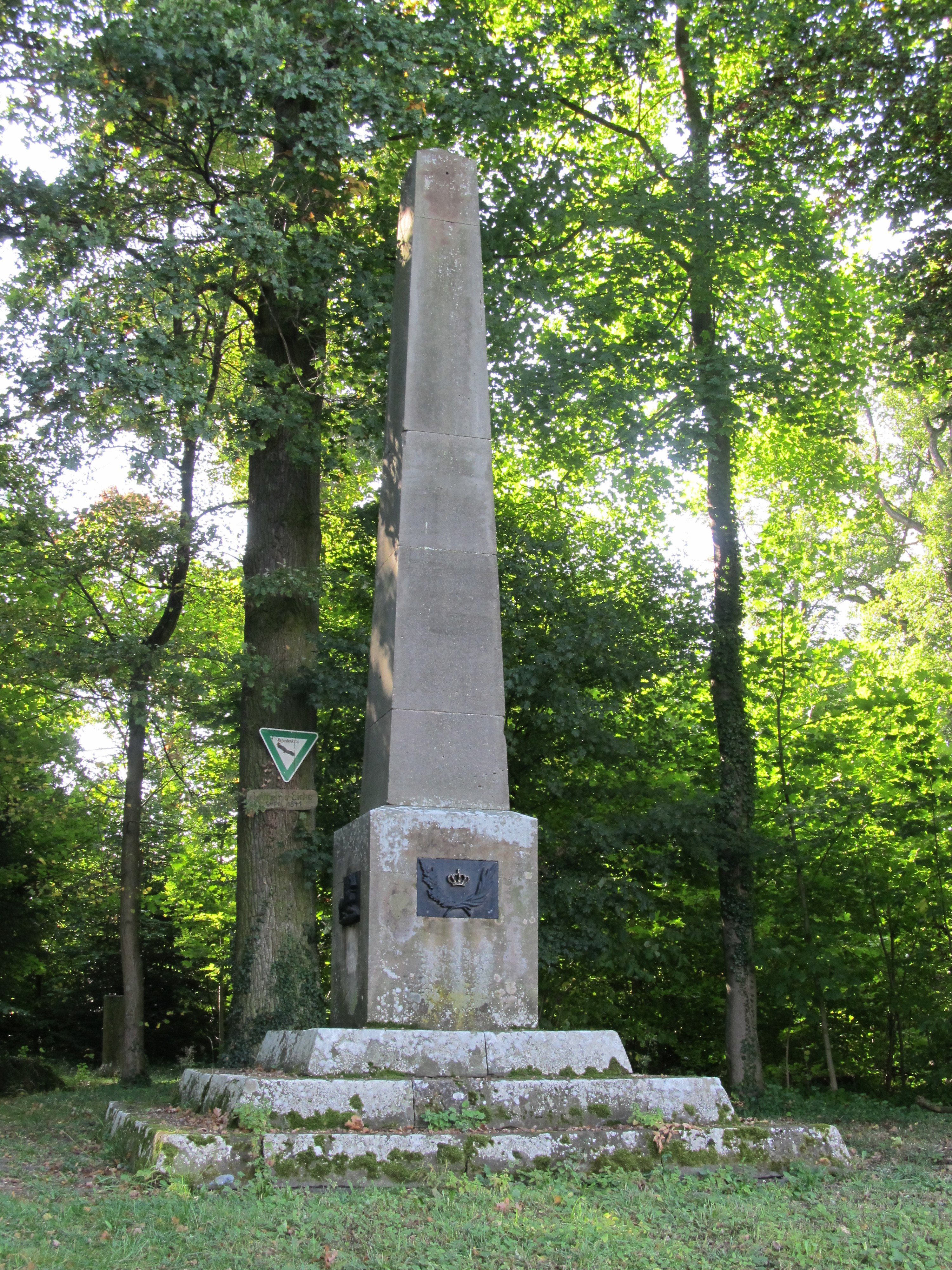
Goldbodendenkmal, im Hintergrund die Wilhelmseiche

Im Jahr 1841 ließ der Schorndorfer Förster für das Revier Engelberg Zaiser auf dem Goldboden zum 25-jährigen Regierungsjubiläum König Wilhelms I. eine Eiche pflanzen, die Wilhelmseiche genannt wird. In einem forstlichen Exkursionsbericht vom 25. Juli 1844 hieß es hierzu: „[…] sie wurde von 28 Paar Ochsen beigeführt, mit dem Ballen gesetzt und gedeiht freudig.“
1842 ließ Revierförster Zaiser dann aus demselben Anlass vor der Eiche das Goldbodendenkmal errichten. Es besteht aus einem dreistufigen Sockel, auf dem eine quadratische Steinsäule ruht. Auf der Vorderseite der Säule (zur Straße hin) befindet sich eine Tafel mit Krone und Lorbeerkranz, links eine mit dem Staufer Löwen, rechts eine mit dem Württembergischen Hirsch. An der Rückseite ist eine Tafel mit folgender Aufschrift angebracht:

„König Wilhelm I. zur Erinnerung an den 30. Oktober 1841 – Gewidmet von den Forstbeamten zu Schorndorf und dem Engelberger Revier – Personal mit 1602 Insassen – Den 24. Juni 1842“

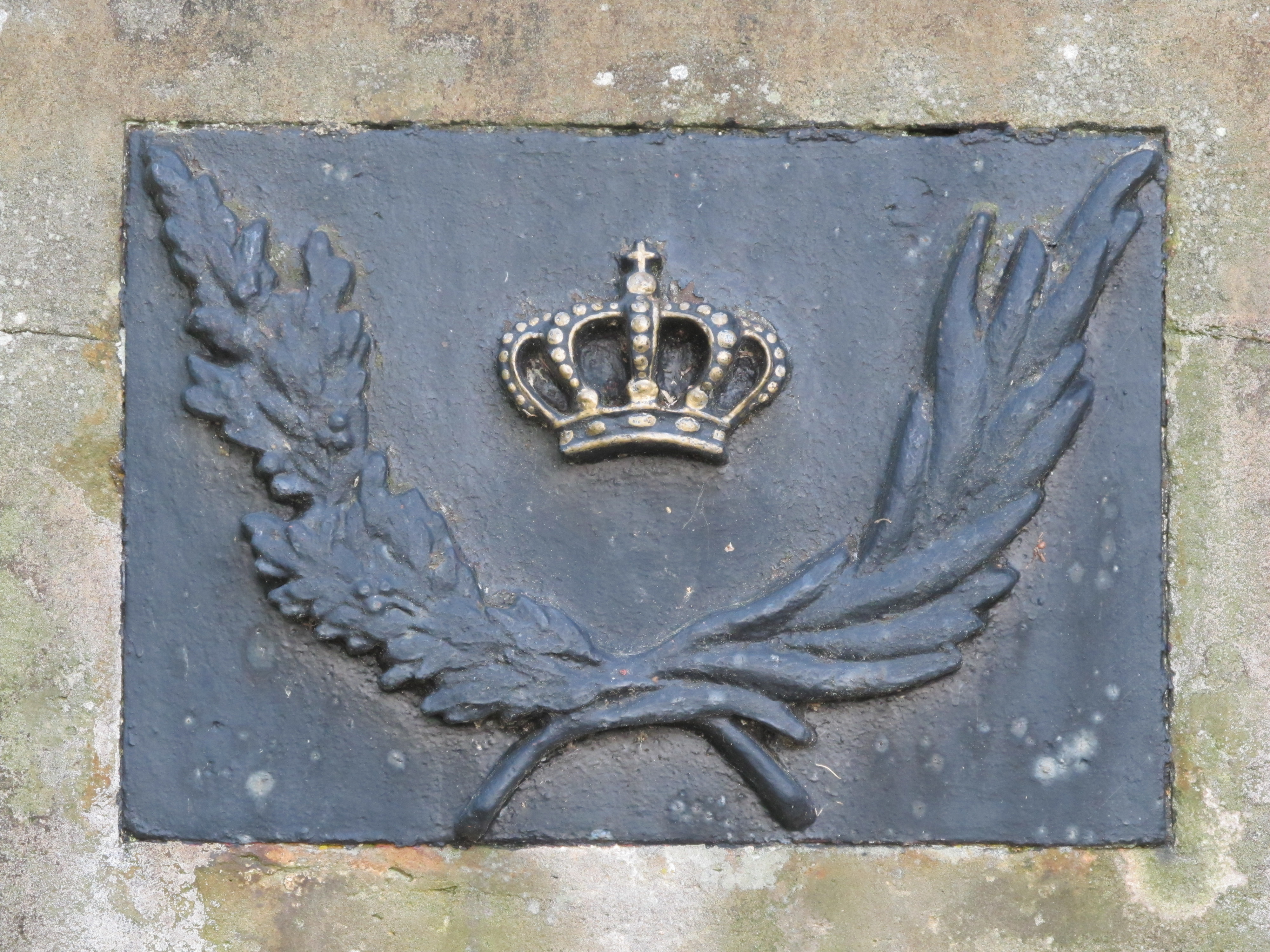
Krone und Lorbeerkranz
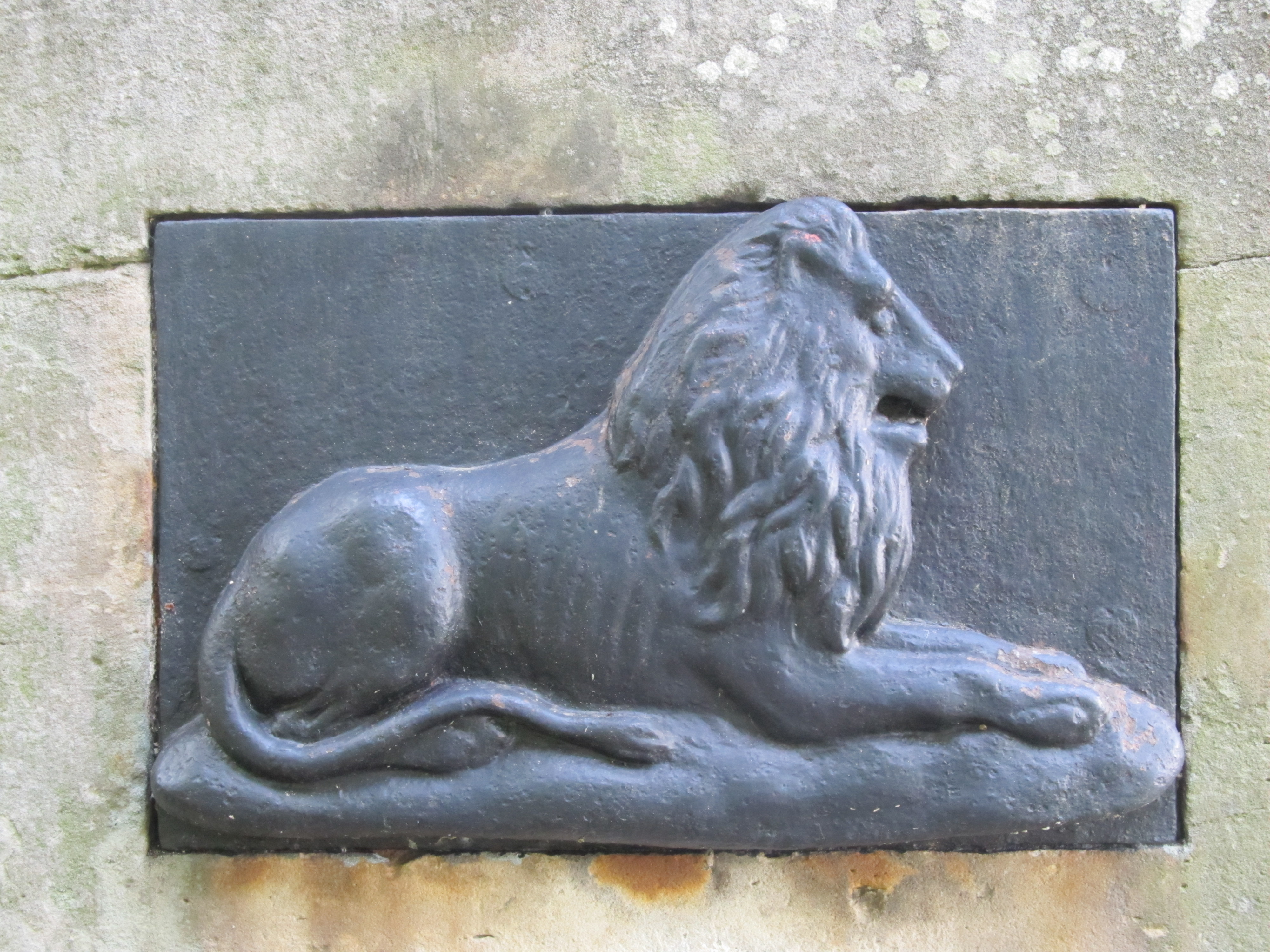
Staufer Löwe
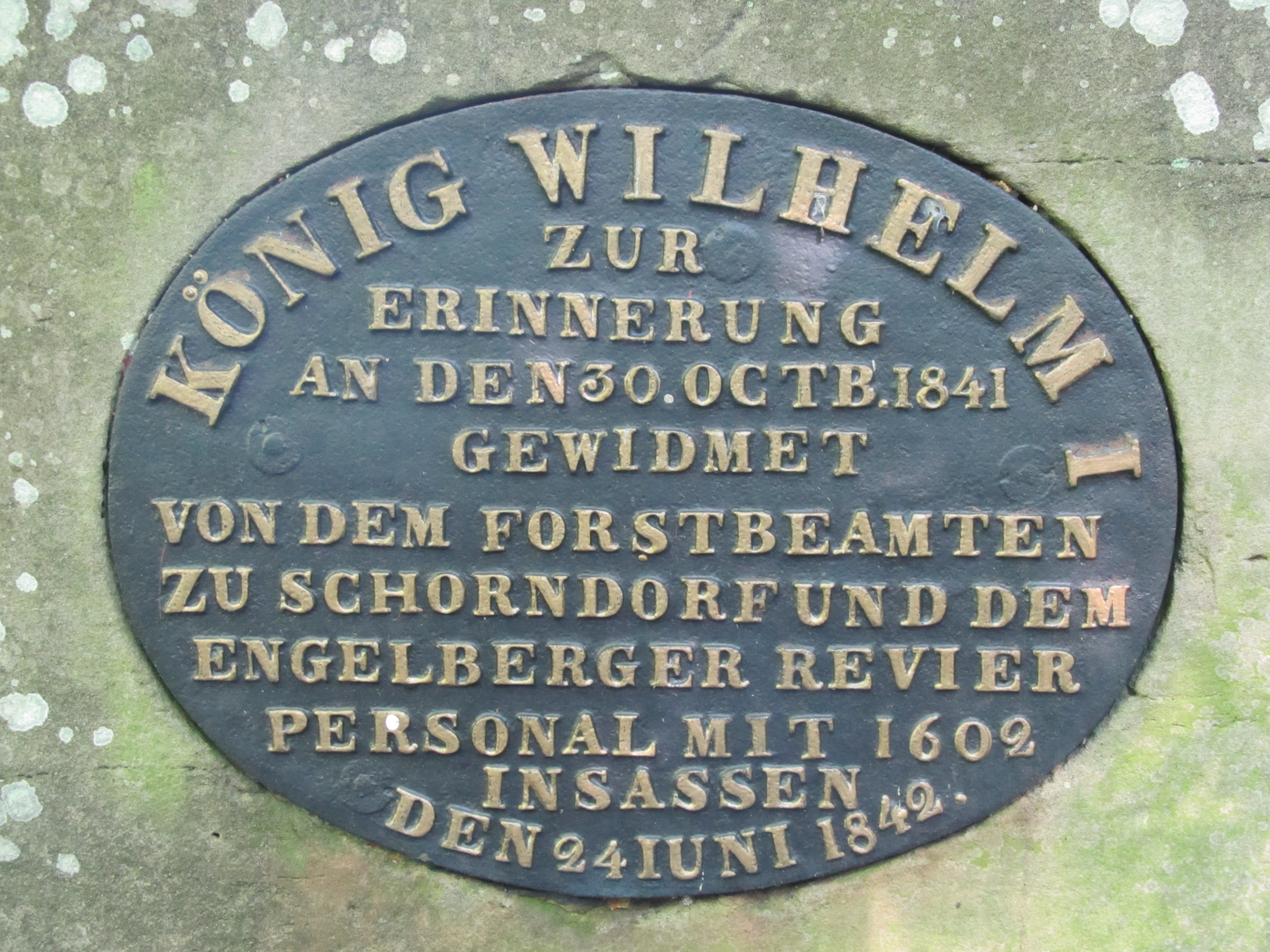
Inschrift auf der Rückseite
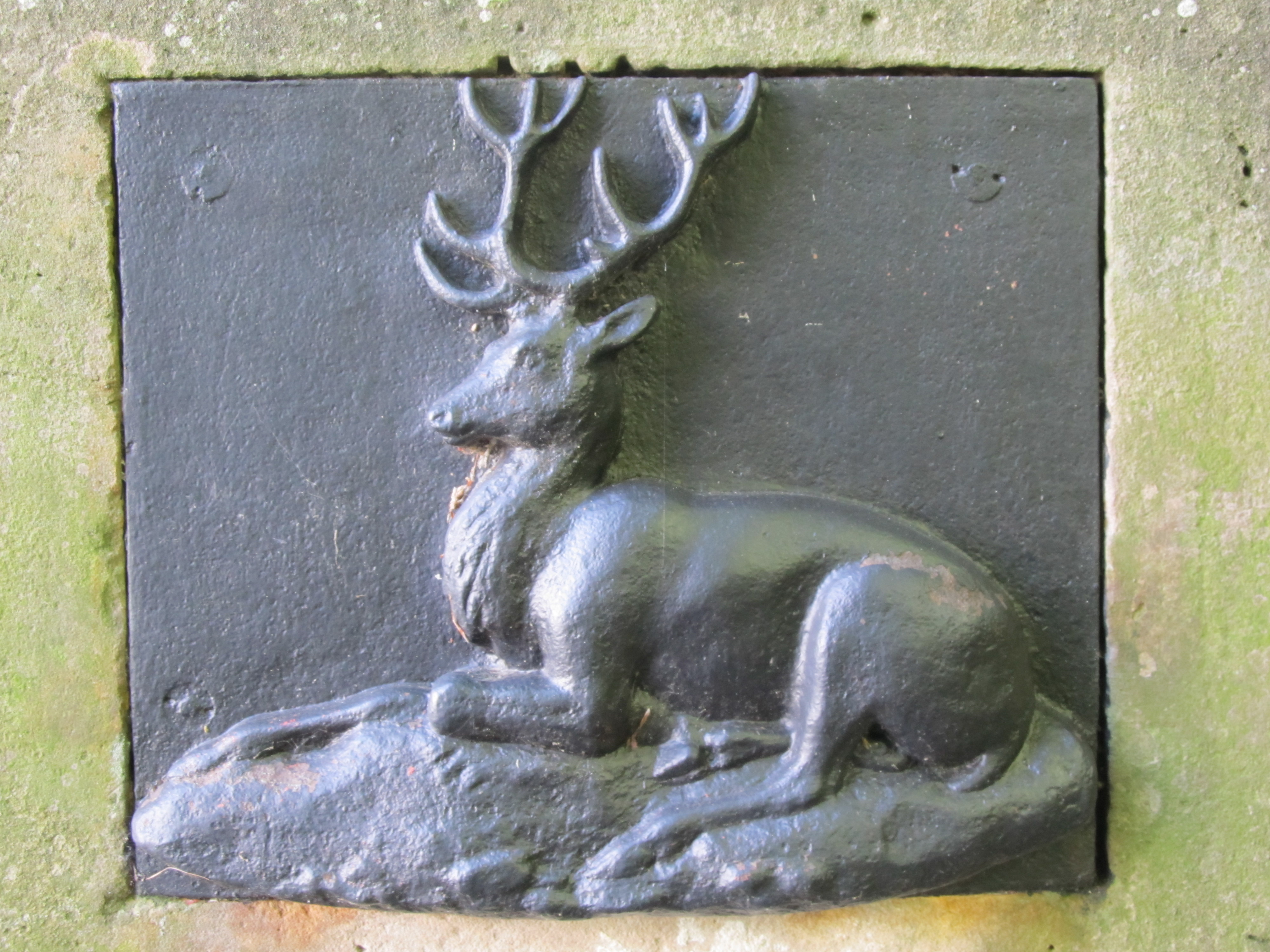
Württembergischer Hirsch

## Hartigdenkmal und Arboretum

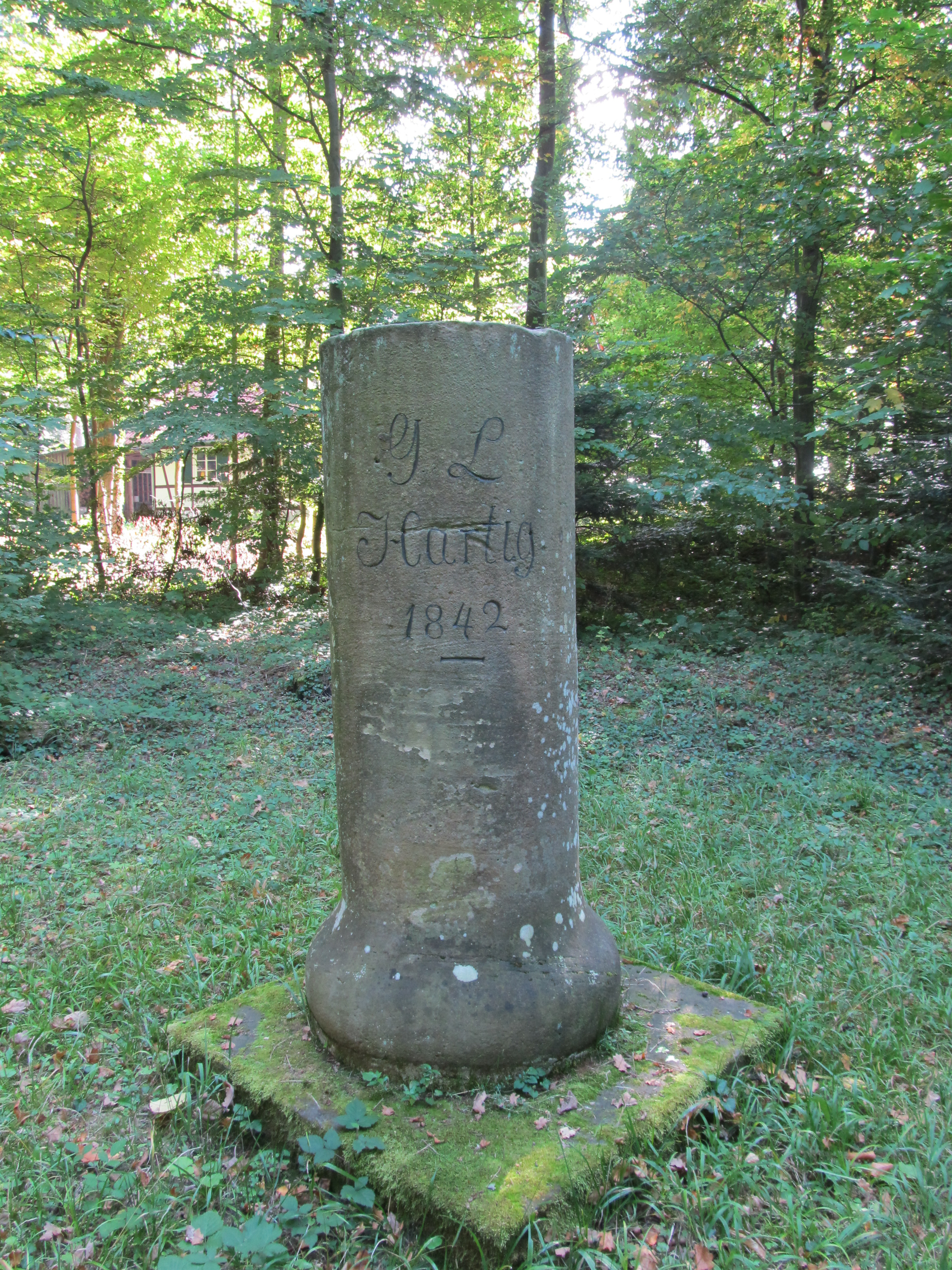
Hartigdenkmal auf dem Goldboden

Im Jahre 1842 ließen Oberforstmeister von Kahlden und Revierförster Zaiser zu Ehren von Georg Ludwig Hartig einen Gedenkstein setzen und darum herum ein Arboretum anlegen. Hierzu ist im Forstlichen Exkursionsbericht und in der Oberamtsbeschreibung des Oberamts Schorndorf zu lesen, dass das Jubiläumsdenkmal (Goldbodendenkmal) von einer Anlage der „Hundert Hartig'schen Holzarten“ umgeben ist. In einer anderen Quelle dem Hohengehrener Heimatbuch ist noch von 40 Holzarten im „botanischen Garten“ die Rede.

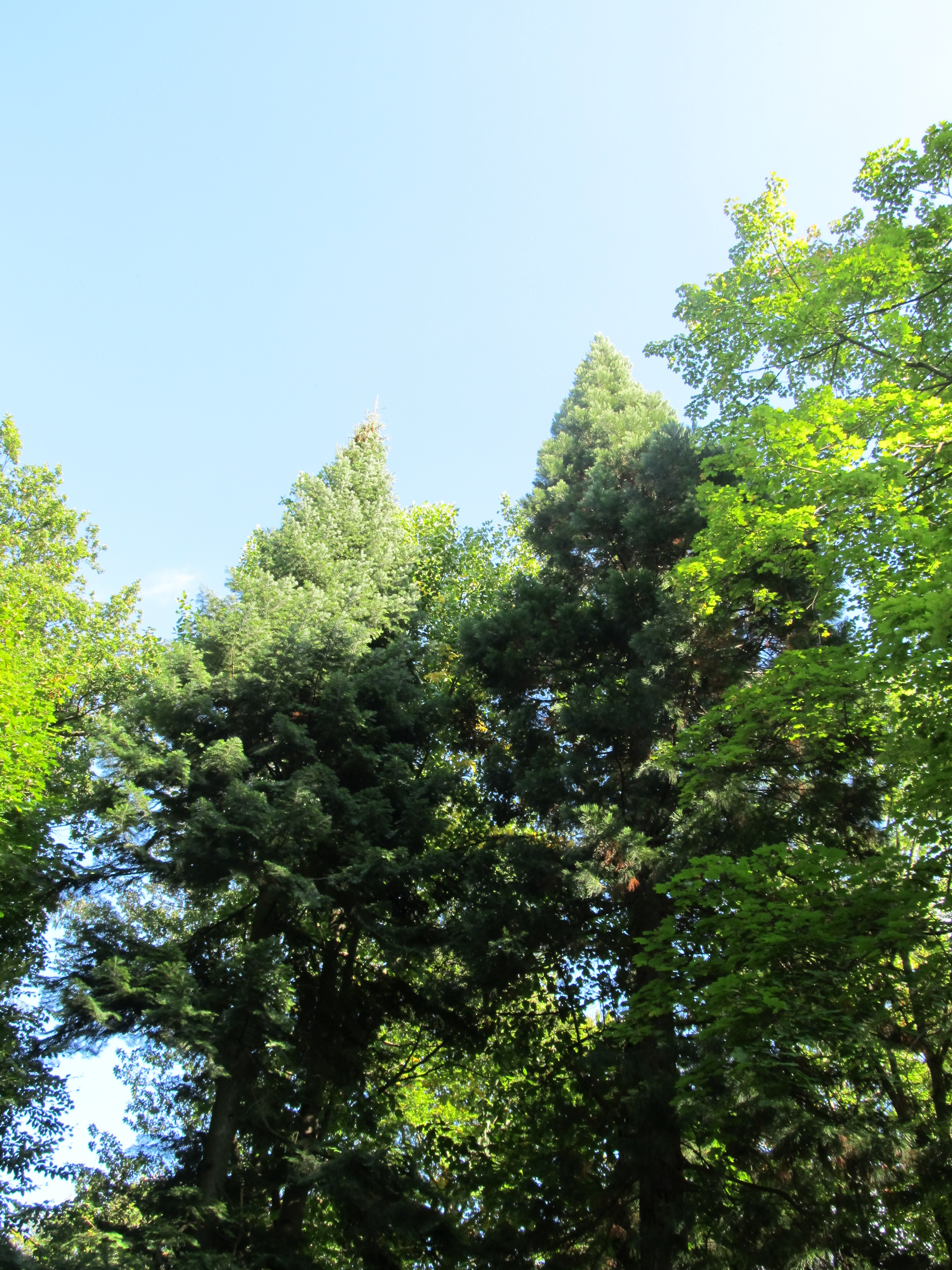
Kronen von zwei der Wellingtonien im Arboretum auf dem Goldboden

Ebenfalls auf Revierförster Zaiser gehen die heute noch stehenden Wellingtonien südöstlich des Arboretums zurück. Sie sollen aus dem Samen gewachsen sein den König Wilhelm I. aus Kalifornien beschaffen ließ und die in Töpfen im Rosensteinpark herangezogen wurden. Diese sind 1866 an herausgehobenen Stellen im Land gesetzt worden.
Das Arboretum und die Wellingtonien sind gemeinsam als Naturdenkmal Arboretum und Wellingtonien am Goldboden geschützt.

## „Goldboden-Kreuzung“
In der sogenannten „Goldboden-Kreuzung“ kreuzen sich die L1150 von Winterbach über Engelberg, Goldboden-Kreuzung, Hohengehren und Baltmannsweiler nach Esslingen am Neckar und die K1865, die auf der ehemaligen Kaiserstraße vom Hohenstaufen nach Waiblingen verläuft. Bis 1878/1879 lag die Kreuzung ungefähr 100 m weiter nordwestlich beim Goldbodendenkmal.

## Windkraftanlagen
Seit Dezember 2017 befinden sich auf dem Goldboden drei Windkraftanlagen vom Typ Nordex N131/3300 mit einer Nabenhöhe von 164 Metern und einem Rotordurchmesser von 131 Metern. Sie gehören zu den höchsten Windkraftanlagen der Welt.